# Un infausto inizio
Un infausto inizio (The Bad Beginning) è il primo libro della serie Una serie di sfortunati eventi, scritta da Lemony Snicket.

## Trama
Il libro racconta la storia di tre fratelli molto sfortunati: Violet, Klaus e Sunny Baudelaire. Nonostante siano graziosi e intelligenti, i fratelli Baudelaire conducono una vita segnata dall'infelicità e dalla sventura. Fin dalla prima pagina, nella quale i ragazzi si trovano sulla spiaggia Salmastra e ricevono la terribile notizia della morte dei loro genitori dal signor Poe, e nel corso della vicenda, la malasorte li tallona. Si direbbe che attirano le disgrazie come una calamita. In quest'avventura i ragazzi si imbattono in un individuo malvagio, il Conte Olaf, avido e repellente, che tenterà di impadronirsi in tutti i modi del patrimonio degli orfani: proverà addirittura a sposare la povera Violet durante una commedia teatrale. Violet riuscirà a evitare il matrimonio firmando con la mano sinistra il documento che la avrebbe resa moglie di Olaf, rendendo nulla la cerimonia. Infine il conte Olaf, scoperto, è costretto a scappare. Altri elementi della storia sono: vestiti che pungono, attori malvagi e colazioni a base di pappa d'avena fredda.

## Personaggi
In questo libro compaiono vari personaggi minori. Fra questi troviamo:
- Giudice Strauss
- Polly, Albert e Edgar Poe

## Edizioni
- Lemony Snicket, Un infausto inizio, salani, 2000,  p. 142, ISBN 88-7782-951-6.

## Contesto storico
- la vicenda è ambientata in un contesto storico passato